# St.-Marien-Kirche (Wechold)

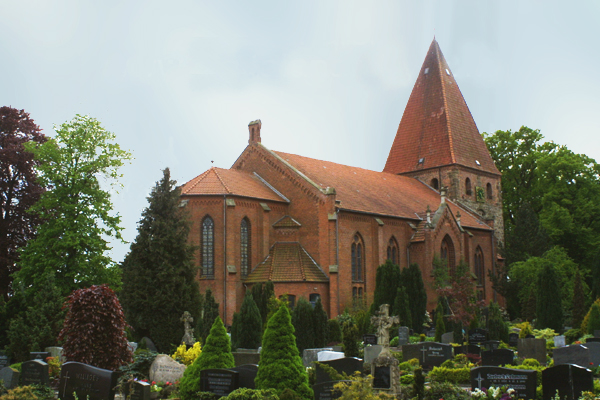
St.-Marien-Kirche Wechold

Kruzifix des Altars von 1871

Die St.-Marien-Kirche ist eine evangelisch-lutherische Kirche in Wechold.

## Beschreibung
Der Turm ist ein romanischer Wehrturm aus dem 12. Jahrhundert. Der obere Teil des 33 Meter hohen Turms wurde im Dreißigjährigen Krieg zerstört und 1660 erneuert. Dort befinden sich eine Bronzeglocke von 1760 und zwei Stahlglocken von 1924. Eine Turmuhr wird erstmals 1654 erwähnt, die heutige ist von 1895. Das Kirchenschiff ist neugotisch und wurde 1870 bis 1871 errichtet.

## Geschichte
Die erste urkundliche Erwähnung stammt aus dem Jahr 1179 und weist die Kirche als Eigentum des ehemaligen Stephani-Stifts in Bremen aus. 1836 bis 1847 war Carl Johann Philipp Spitta Pastor in Wechold.